# Mette Holm
 Der er flere personer med dette navn, se Mette Holm (flertydig).
Mette Holm (født 18. november 1953) er en dansk journalist, forfatter og Kina-kommentator.

## Baggrund og uddannelse
Holm er opvokset i Taarbæk. Hendes mor og far drev et kendt spisested og pensionat indtil 1980erne.
Holm er student fra Gentofte Studenterkursus i 1977 og læste fra 1978 til 1983 antropologi ved Københavns Universitet, men skiftede spor og blev uddannet journalist fra Danmarks Journalisthøjskole i 1987. Hun fandt antropologistudiet 'vanvittigt spændende', men hun "ville hellere formidle, hvad der foregik i fjerne egne på kloden".

## Karriere
Hun har arbejdet for Ritzaus Bureau, været Asien-korrespondent for TV Avisen 1988-1990 og for Jyllands-Posten 1991-1997. En kort periode fra 1990 til 1993 var hun Asien-reporter på TV 2 Nyhederne. Hun gik i 1997 freelance og leverede stof til Orientering, Weekendavisen og Dagbladet Information. I 2003 blev hun informationsmedarbejder ved Institut for Menneskerettigheder frem til 2006.
Fra 2006 arbejde hun atter som freelancer.
Mette Holm blev i 2015 tildelt Mongoliets Venskabsmedalje af præsident Elbegdorj.

## Private forhold
Hun har siden 2005 været gift med tidligere udenrigsminister Mogens Lykketoft.